# Championnat de Namibie de football 2003-2004
Navigation
Édition précédente Édition suivante
La saison 2003-2004 du Championnat de Namibie de football est la douzième édition de la Premier League, le championnat de première division national namibien. Les équipes engagées sont regroupées au sein d'une poule unique où elles affrontent deux fois leurs adversaires, à domicile et à l'extérieur. En fin de saison, les deux derniers sont relégués et remplacés par les deux meilleurs clubs de deuxième division.
C'est le Blue Waters FC qui remporte la compétition cette saison après avoir terminé en tête du classement, avec trois points d'avance sur le Civics FC et dix sur Orlando Pirates Windhoek. C'est le troisième titre de champion de Namibie de l'histoire du club.

## Participants
- Ramblers FC
- Golden Bees FC - Promu de D2
- Life Fighters FC
- My Dae Chiefs FC - Promu de D2
- Liverpool Okahandja
- Eleven Arrows FC
- African Stars FC
- Friends FC
- Civics FC
- Blue Waters FC
- Oshakati City FC
- Tigers FC
- Black Africa FC
- Orlando Pirates Windhoek
- Chief Santos FC
- Benfica Tsumeb

## Compétition

### Classement
Le classement est établi sur le barème de points classique : victoire à 3 points, match nul à 1, défaite à 0.
| Rang | Équipe                   | Pts | J  | G  | N  | P  | Bp | Bc  | Diff |
| ---- | ------------------------ | --- | -- | -- | -- | -- | -- | --- | ---- |
| 1    | Blue Waters FC           | 72  | 30 | 22 | 6  | 2  | 70 | 17  | +53  |
| 2    | Civics FC                | 69  | 30 | 22 | 3  | 5  | 80 | 27  | +53  |
| 3    | Orlando Pirates Windhoek | 62  | 30 | 18 | 8  | 4  | 82 | 38  | +44  |
| 4    | Ramblers FC              | 52  | 30 | 15 | 7  | 8  | 83 | 51  | +32  |
| 5    | Chief Santos FCT         | 49  | 30 | 13 | 10 | 7  | 59 | 40  | +19  |
| 6    | Eleven Arrows FC         | 48  | 30 | 14 | 6  | 10 | 57 | 54  | +3   |
| 7    | Black Africa FCC         | 45  | 30 | 12 | 9  | 9  | 56 | 39  | +17  |
| 8    | Tigers FC                | 42  | 30 | 13 | 3  | 14 | 66 | 60  | +6   |
| 9    | Benfica Tsumeb           | 40  | 30 | 11 | 7  | 12 | 52 | 51  | +1   |
| 10   | African Stars FC         | 31  | 30 | 8  | 7  | 15 | 47 | 56  | -9   |
| 11   | Oshakati City FC         | 31  | 30 | 9  | 4  | 17 | 49 | 82  | -33  |
| 12   | Friends FC               | 30  | 30 | 7  | 9  | 14 | 55 | 76  | -21  |
| 13   | Golden Bees FCP          | 30  | 30 | 8  | 6  | 16 | 46 | 77  | -31  |
| 14   | Life Fighters FC         | 29  | 30 | 8  | 5  | 17 | 50 | 71  | -21  |
| 15   | Liverpool Okahandja      | 29  | 30 | 8  | 5  | 17 | 47 | 80  | -33  |
| 16   | My Dae Chiefs FCP        | 10  | 30 | 1  | 7  | 22 | 29 | 104 | -75  |

|  | Qualification pour la Ligue des champions de la CAF 2005                                |
|  | Relégation directe en deuxième division                                                 |
|  | T : Tenant du titre C : Vainqueur de la Coupe de Namibie P : Promu de deuxième division |

## Bilan de la saison
| Championnat de Namibie de football 2003-2004                        |                              |
| Champion                                                            | Blue Waters FC (2e titre)    |
| Coupes et trophées                                                  |                              |
| Vainqueur de la Coupe de Namibie 2003-2004                          | Black Africa FC              |
| Qualifications continentales                                        |                              |
| Ligue des champions de la CAF 2005                                  | Blue Waters FC               |
| Coupe de la confédération 2005                                      | Aucun                        |
| Promotions et relégations                                           |                              |
| Promus en Championnat de Namibie de football                        | Deportivo Alaves Rehoboth FC |
| Promus en Championnat de Namibie de football                        | King Kauluma Palace FC       |
| Relégués en Championnat de Namibie de football de deuxième division | Liverpool Okahandja          |
| Relégués en Championnat de Namibie de football de deuxième division | My Dae Chiefs FC             |